# 全局工作空间理论
全局工作空间理论（英語：Global workspace theory，GWT）是美国心理学家伯纳德·巴尔斯提出的意识模型。该理论假设意识与一个全局的“广播系统”相关联，这个系统會在整个大脑中广播資訊。大脑中专属的智能处理器会按照惯常的方式自动处理資訊，这个时候不会形成意识。当人面对新的或者是与习惯性刺激不同的事物时，各种专属智能处理器会透過合作或竞争的方式，在全局工作空间中对新事物进行分析以获得最佳结果，而意识正是在这个过程中得以产生。
全局工作空間理論是一種簡單的認知架構，用於定性說明大量的意識歷程與無意識歷程的配對情形，由伯纳德·巴尔斯提出（1988，1997，2002）。當前的研究重點是解釋大腦，以及對全局工作空間理論作計算模擬。
全局工作空間理論類似於工作記憶的概念，與工作記憶中「瞬間激活、主觀體驗」的事件相對應 —— 「我們可以在這個內在領域裡面，自我排練電話號碼或進行生活敘事。該理論通常被認為涵蓋了內在言語和視覺心像。」（見Baars，1997年）。 

## 劇院比喻
GWT可以用「劇院比喻」來解釋。在「意識劇場」中，「選擇性注意的聚光燈」會在舞台上照出一個照明圈。這個照明圈揭示了意識的內容，演員們進進出出，發表演講或是相互交流。未被照亮的觀眾則在黑暗中（即無意識）觀賞戲劇演出。在幕後，還有導演（執行程序）、舞臺師、編劇、場景設計師等等。它們塑造了待在照明圈的可見性活動，但自身卻不露面。巴爾斯認為，這有別於笛卡爾劇院的概念，因為它不是建立於，正在看戲的「某人」這樣隱性二元假設的基礎上，也不是位於心靈中的單一位置（見Blackmore，2005）。 

## 模型
GWT涉及的是一種短暫的記憶，只持續幾秒鐘（比經典工作記憶的10-30秒短了許多）。GWT的內容相當於我們所意識到的內容，會被廣播到眾多無意識的大腦認知歷程中，這些無意識的認知歷程被稱作「接收歷程」。而別的無意識歷程則平行地運作，在它們之間會進行有限度交流，可以結成同盟，並作為進入全局工作空間的「輸入歷程」。由於全局廣播的資訊可以喚起整個大腦接收歷程的行動，因此可以利用全局工作空間來行使控制權，以執行自發動作。個別歷程以及同盟歷程會競相爭奪全局工作空間的使用權，努力將它們的資訊傳播給所有其他歷程，以招募更多的群體，從而增加實現目標的可能性。
巴爾斯（1997）認為，全局工作空間「儘管與有意識的經驗並不完全相同，但仍然密切相關。」 意識事件可能涉及到更多的必要條件，像是與「自我 」系統和大腦執行解釋器的互動，如同葛詹尼加（Michael S. Gazzaniga）在內的一些作者所建議的那樣。
然而，GWT可以成功地模擬意識的一些特徵，例如在應對全新情境中的作用、有限容量、時序特性，以及觸發大量無意識大腦歷程的能力。此外，GWT非常適合計算建模。富蘭克林（Stan Franklin）的IDA模型就是GWT的計算實作。另見德阿納（Dehaene）等人（2003）、Shanahan（2006）和Bao（2020）。
GWT還具體說明了「幕後」的語境系統（contextual systems），這些語境系統會在沒有成為意識的情況下塑造意識內容，比如視覺系統的背側皮質流。這種架構方法導致了特定的神經假說。不同管道中的感覺事件如果其內容不相容，可能會相互競爭意識。例如，如果一部電影的音訊磁跡和視訊磁跡不同步的時間差大約超過100毫秒，那麼將會進行競爭而不是結合。已知的意識腦生理學，像是α-θ-γ域的腦波律動（brain rhythms），還有200-300毫秒域的事件相關電位，都與100毫秒時域密切對應。

## 全局神經工作空間
參見：迪昂–尚熱模型
斯坦尼斯·迪昂（Stanislas Dehaene）使用 「神經元崩塌」進一步擴展了全局工作空间，演示了感覺資訊如何被挑選出來，在整體的大腦皮層中廣播。 有許多腦區，前額葉皮層、前顳葉、下頂葉和楔前體都能接收從各種遠處腦區投射而來的多項資訊，也能將資訊投射至那些腦區，使這些地方的神經元能夠整合跨越空間和時間的資訊。因此，多個感覺模塊可以產生收斂，給出一致的解釋。這種全局性解釋會被廣播回全局工作空間，在一瞬間既是分化的又是整合的，為單一意識狀態的出現創造了條件。

## 批评
蘇珊·布拉克摩爾（Susan Blackmore）在幾篇論文中對意識流的概念提出了質疑，她說：“當我說意識是一種幻覺時，我並不是說意識不存在。我的意思是，意識並不是它看起來的樣子。如果它看起來像是豐富而詳細的連續經驗流，並接二連三地發生在一個有意識的人身上，這才是幻覺。”  布拉克摩爾还引述了威廉·詹姆斯的话 ：「在這些情況下進行內省分析的嘗試，實際上就像想靠抓住旋轉的陀螺來了解它的運動情形，或者試著以夠快的速度調大煤氣來看清楚黑暗長什麼樣子。」
巴爾斯對這些觀點表示贊同。實際上，“意識流”的連續性可能是虛幻的，就像電影的連續性是錯覺一樣。然而，在兩個世紀以來的實驗工作中，相互矛盾的意識事件的連續性，已獲得了客觀研究充分支持。一個簡單的例證就是，對一個模稜兩可的圖形或單詞，嘗試同時意識到這圖形或單詞的兩種解釋。當時間被精確控制時，就像同一部電影的音訊磁跡和視訊磁跡一樣，對於在相同的100毫秒間隔內呈現的潛在意識事件，連續性似乎是受到強制的。
道爾頓（JW Dalton）批評了全局工作空間理論，認為它充其量只能說明意識的認知功能 ，甚至無法解決意識是什麼，任何心理過程如何可以是有意識的，以及其它更深層次的本質問題，即所谓的「意識難題」。  然而，伊利澤（A. C. Elitzur）指出：“虽然该假设并未解决『难题』，即意识的本质，但它為任何试图这样做的理论作出約束，并为意识与认知之间的关系提供了重要的见解。” 
對於建立該模型所涉及的大腦功能，理查德·罗宾逊（Richard Robinson）的新工作為此帶來了希望，并且可能有助於闡明我們是如何理解記號（signs）或符號（symbols），以及如何將這些記號或符號註明到我們的符號暫存器中。